# Clavaria tenuipes
Clavaria tenuipes är en svampart som beskrevs av Berk. & Broome 1848. Clavaria tenuipes ingår i släktet Clavaria och familjen fingersvampar.  Arten är reproducerande i Sverige. Inga underarter finns listade i Catalogue of Life.